# Lamiidi
Lamiidi o Euasteridi I nella classificazione filogenetica indica un clade, ovvero un gruppo monofiletico, di piante spermatofite dicotiledoni appartenenti alla divisione botanica delle Angiosperme; è uno dei due cladi in cui viene suddiviso il gruppo delle asteridi.

## Etimologia
Il termine Lamiidi deriva dal nome del "genere tipo" Lamium della famiglia (Lamiaceae (ordine Lamiales). Secondo Gaio Plinio Secondo (Como, 23 – Stabia, dopo l'8 settembre 79), scrittore e naturalista latino, l'etimologia di questo termine deriva da un vocabolo greco ”laimos” il cui significato è “fauci – gola”, e si riferisce alla bocca spalancata della corolla delle piante di questo genere. Ma potrebbe discendere anche da altre parole greche: ”lamos” (= larga cavità), oppure dal nome di una regina libica ”Làmia”.
Il nome scientifico del clade, chiamato anche Lamiidae (o Euasteridi I), è stato definito inizialmente dai botanici contemporanei Armen Takhtajan (1910 - 2009) e James Lauritz Reveal (1941 - 2015) nella pubblicazione Phytologia 74: 178. 25 Mar 1993,, perfezionato in seguito dai botanici R.G.Olmstead e W.S.Judd in una pubblicazione del 2007.

## Descrizione

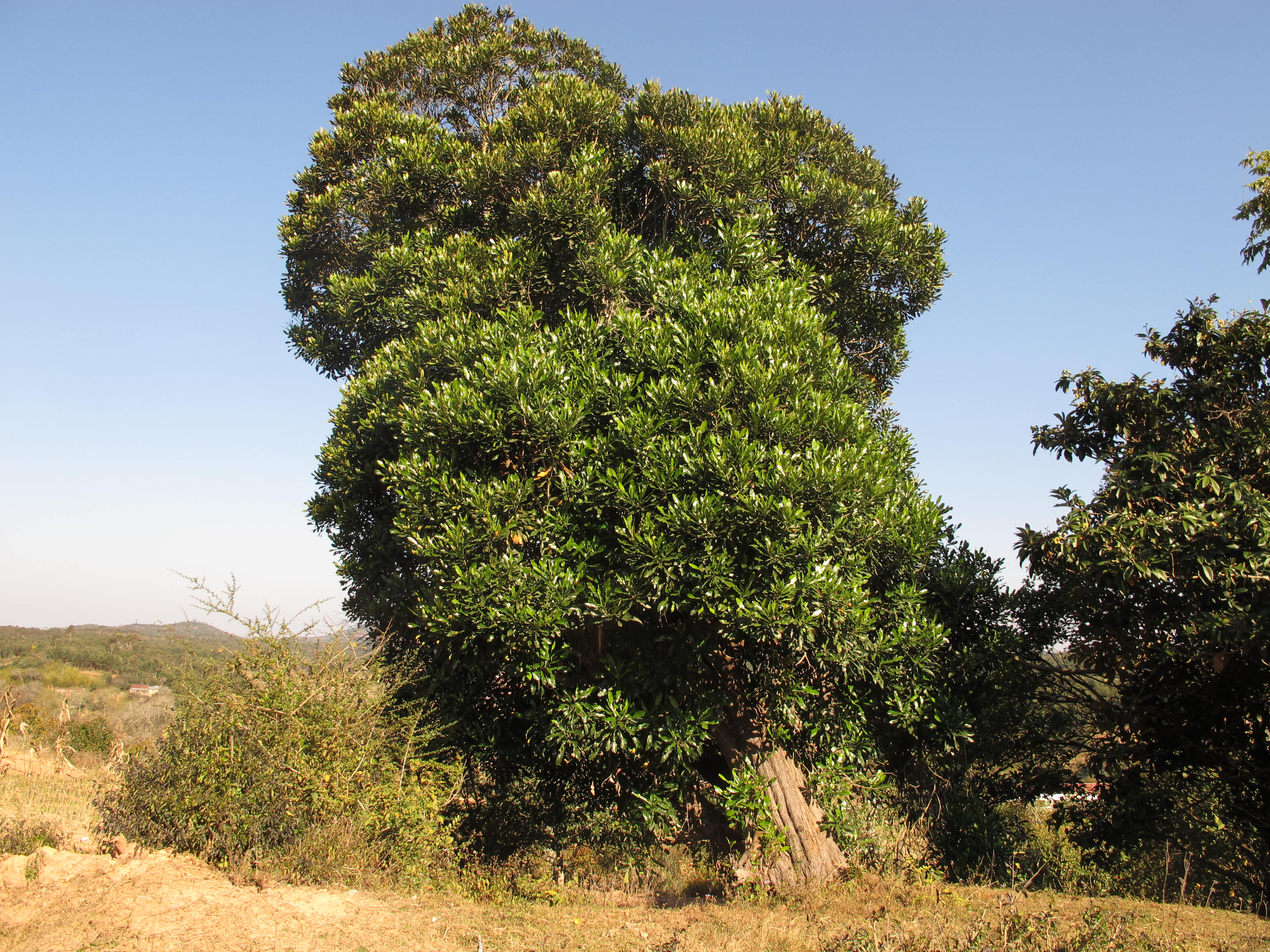
Il portamento
Phyllarthron madagascariensis
(Bignoniaceae)

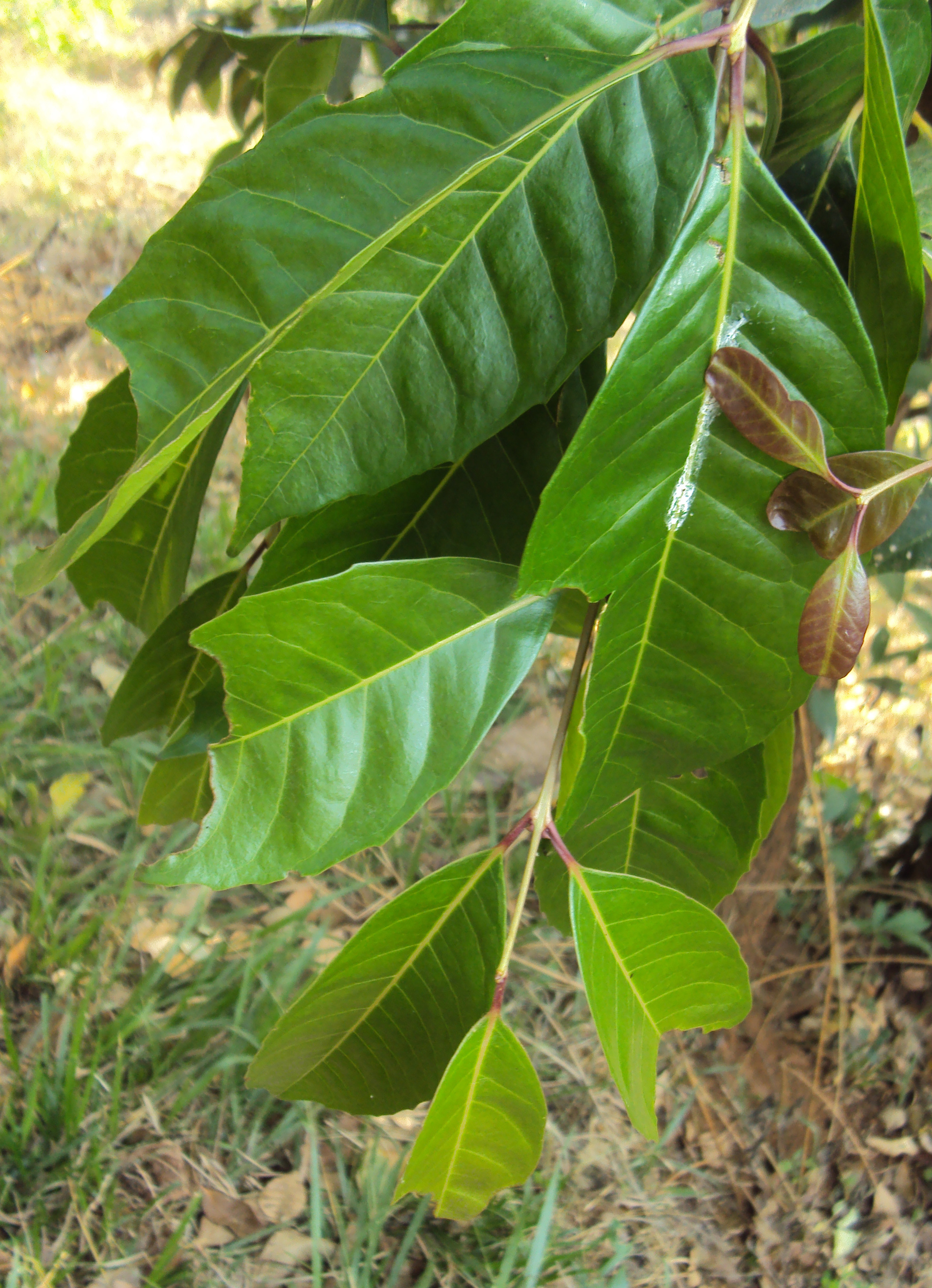
Le foglie
Olea dioica
(Oleaceae)

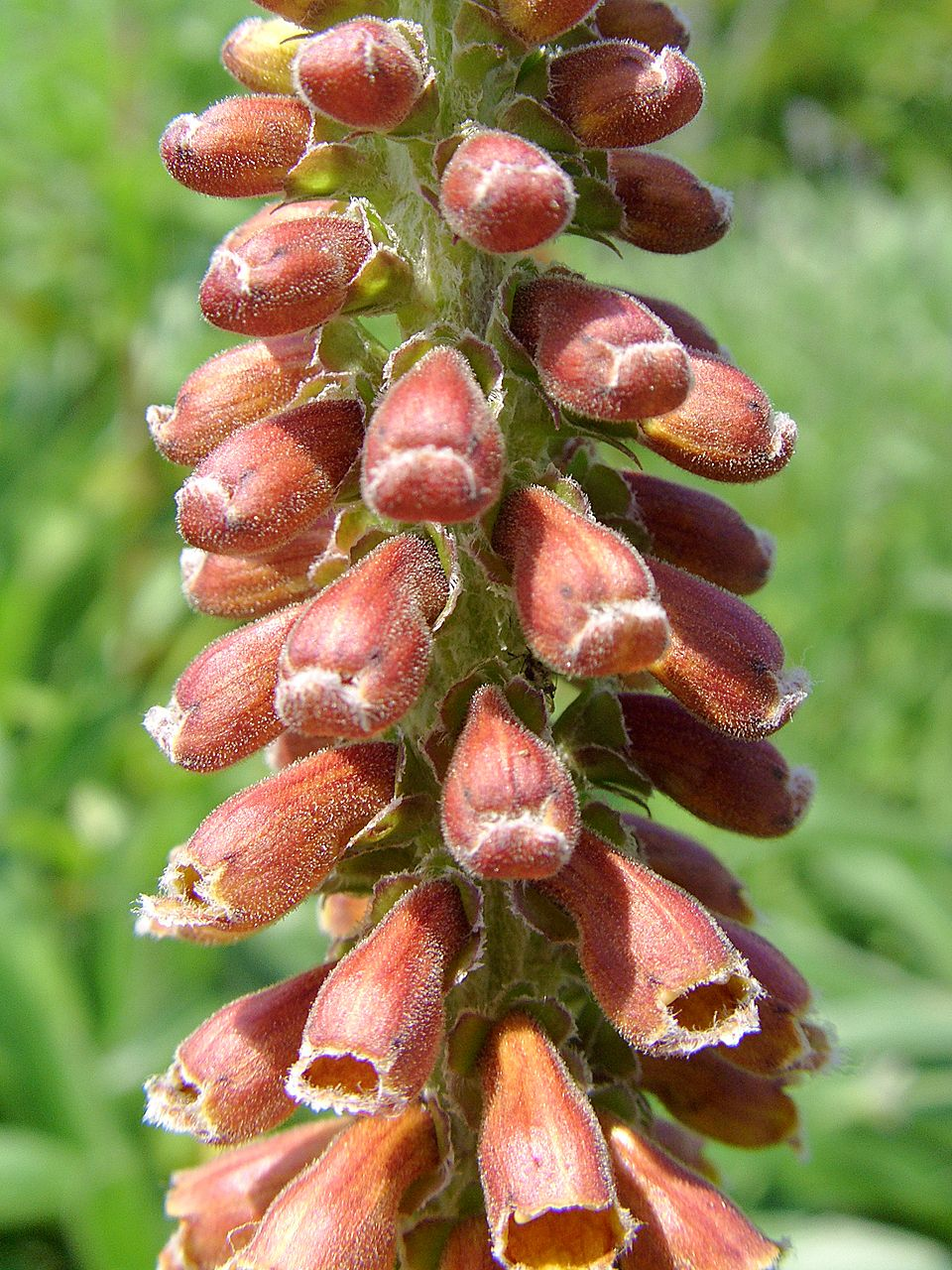
Infiorescenza
Digitalis parviflora
(Plantaginaceae)

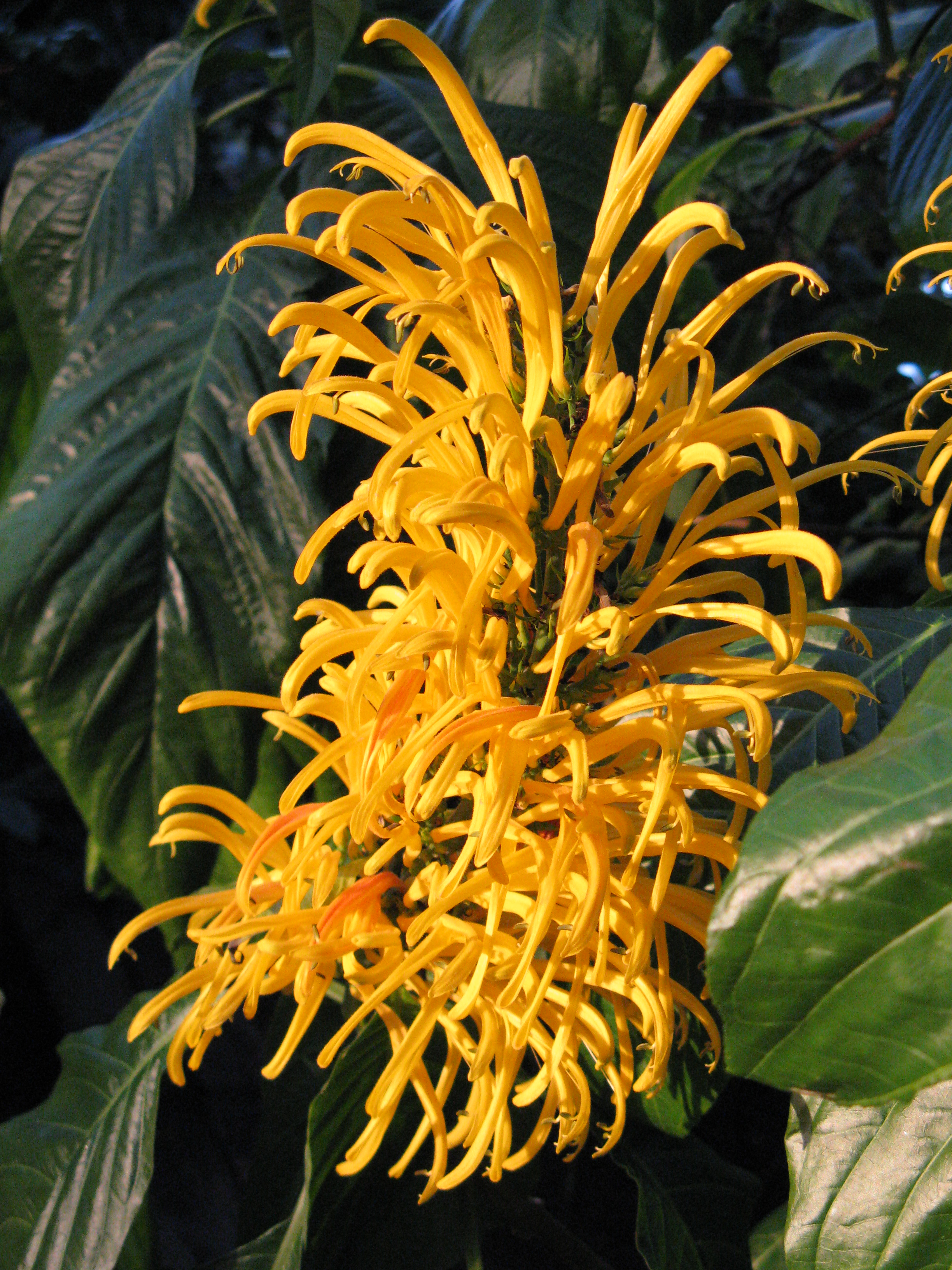
I fiori
Justicia aurea
(Acanthaceae)

- Il portamento delle specie di questo clade è vario: erbaceo annuale o perenne, arbustivo o arboreo (oltre 20 metri di altezza). Occasionalmente si possono avere anche portamenti acquatici o parassitari; sono presenti anche piante prive di clorofilla. Nelle varie parti vegetative sono presenti dei glicosidi fenolici spesso in composti iridoidi, alcaloidi e diterpenoidi oppure oligosaccaridi come "stachiosio". Sono inoltre presenti ghiandole contenenti oli eterei che emanano caratteristici aromi e profumi. Non contengono acido ellagico. Alcune specie sono ricoperte da ruvidi peli (Boraginales e Gentianales).[2][6][7][8][9]
- Le foglie lungo il fusto sono disposte in modo opposto, qualche volta si presentano alterne (senza stipole in questo caso) o spiralate. In alcune specie la disposizione è verticillata a 2 a 2 o quaternate o in densi verticilli fino a 7 foglie. La lamina può essere sia sessile che picciolata o anche amplessicaule. La forma delle foglie è varia: da lanceolata a ovata con bordi interi o variamente lobati, dentati, crenati o ondulati. Sono presenti anche foglie di tipo pennato.
- Le infiorescenze sono sia cimose (definite) che racemose (indefinite). In alcune famiglie (Lamiaceae) sono formate da verticilli ascellari sovrapposti; ogni verticillo è composto da più fiori (da 2 a 20) disposti circolarmente poggianti su due grandi brattee fogliose (o semplicemente delle foglie) lievemente staccate dall'infiorescenza vera e propria. In altre specie le infiorescenze sono delle spighe. In altri gruppi come le Boraginales le infiorescenze sono formate da cime, scorpioidi o elicoidi, che si svolgono progressivamente man mano che procede la fioritura.
- I fiori sono ermafroditi, tetrameri (4-ciclici), ossia con quattro verticilli (calice – corolla - androceo – gineceo) e più o meno pentameri (i verticilli del perianzio hanno 5 elementi ognuno, ma a volte anche 4). Il calice e la corolla sono per lo più simpetali (spesso la simpetalia è ritardata - ossia il tubo corollino si forma dopo i lembi liberi della corolla - questa è una delle caratteristiche principali del clade Lamiidi) e con un solo ciclo di stami. Gli stami sono epipetali, e in numero uguale o minore al numero dei lobi della corolla.

- Formula fiorale generale valida per la maggior parte delle famiglie dell'ordine delle Lamiales (il gruppo più numeroso del clade):

X, K (3/4/5), [C (4/5 o 2+3), A (2+2 o 2 o 2+2+1)] G (2), (supero/infero), drupa, capsula/bacca
- Calice: il calice, gamosepalo e più o meno attinomorfo (a volte debolmente zigomorfo), è normalmente formato da 3, 4 o 5 lobi. Se il calice si presenta debolmente bilabiato i lobi possono essere raggruppati variamente: 2/3, oppure 3/2 oppure 3/2 oppure 1/4.

- Corolla: la corolla, gamopetala e normalmente zigomorfa, ha la forma di un tubo (a volte dilatato nella parte distale) terminante con due più o meno evidenti labbra con 5 lobi. In genere la struttura della corolla è 2/3; ma sono possibili anche altre distribuzioni dei lobi.

- Androceo: l'androceo è composto da 2 - 4 - 5 stami (raramente 3 o 6 - fino a 8), uno (o due o tre) dei quali è per lo più sterile e ridotto ad uno staminoide poco visibile; se sono quattro (caso più corrente) sono didinami. I filamenti sono adnati alla corolla, liberi nella parte alta e pubescenti o glabri. Le antere possono essere ravvicinate a coppie e sono sia glabre che pubescenti. Le teche sono 2 (biloculari) e poco o ben distinte (raramente possono essere uniloculari); sono inoltre parallele o divergenti; le forme sono oblungo-sagittate oppure ovate (o oblunghe); la deiscenza è longitudinale (raramente è a valve). I granuli pollinici sono del tipo da tricolpato a esacolpato. Il nettario a forma di disco o con lobi è ben sviluppato e abbondante.

- Gineceo: l'ovario è supero (infero o semiinfero) formato da due (o raramente tre) carpelli saldati (normalmente ovario bicarpellare) ed è 2-3-4-loculare per la presenza di falsi setti divisori all'interno dei carpelli. La placentazione è assile. Gli ovuli sono da 2 a 10 (fino a 100 in alcune specie), hanno un solo tegumento e sono tenuinucellati (con la nocella, stadio primordiale dell'ovulo, ridotta a poche cellule). La formazione dell'endosperma è cellulare. Lo stilo inserito alla base dell'ovario (stilo ginobasico) è del tipo filiforme. Lo stigma è bifido con lobi uguali o leggermente ineguali. Il gineceo cenocarpico (ossia i carpelli fusi tra di loro e concresciuti in un unico pistillo) è una delle principali caratteristiche di questo clade.

- Il frutto è una capsula secca o carnose; sono presenti anche drupe o schizocarpi. Le forme sono arrotondate, bilobe oppure da oblunghe a ellissoidi. Le deiscenze sono diverse : a esplosione[12]), setticida (parallelamente al setto), altre volte può essere anche circumscissile (lungo una circonferenza) oppure attraverso una deiscenza più o meno irregolare, oppure i frutti sono legnosi o coriacei e indeiscenti. I cotiledoni possono essere profondamente bilobati. Nelle Boraginales il frutto è costituito da quattro, di rado due, nucule.

## Biologia
- Impollinazione: l'impollinazione avviene tramite insetti (impollinazione entomogama) tipo ditteri e imenotteri, ossia api, vespe, farfalle, falene, mosche, coleotteri e anche uccelli.[9] Esistono anche specie con fiori di tipo cleistogamico, ossia rimangono sempre chiusi e quindi si autoimpollinano. Nelle Bignoniaceae i fiori grandi sono impollinati anche da grandi animali (oltre che da insetti) e la grande diversità morfologica dei suoi fiori può essere associata alla diversità di comportamento e tipo di visitatore.[13] Spesso i colori brillanti della corolla ma anche le brattee colorate collaborano al richiamo degli impollinatori.[6][14]
- Riproduzione: la fecondazione avviene fondamentalmente tramite l'impollinazione dei fiori (vedi sopra).
- Dispersione: i semi cadendo a terra (dopo essere stati trasportati per alcuni metri dal vento – disseminazione anemocora) sono successivamente dispersi soprattutto da insetti tipo formiche (disseminazione mirmecoria).[15] In generale i semi hanno una appendice oleosa (elaisomi, sostanze ricche di grassi, proteine e zuccheri) che attrae le formiche durante i loro spostamenti alla ricerca di cibo.[16] I semi delle specie con frutto tipo drupa sono dispersi da uccelli e mammiferi.[6] In altre specie la dispersione è nell'acqua (disseminazione idrocora).

## Tassonomia
La tassonomia del gruppo del clade Lamiidi si è potuta concretizzare solamente in questi ultimi decenni per merito delle analisi di tipo filogenetico del DNA (soprattutto quello del plastidio). Il clade è composto da oltre 45 000 specie e rappresenta circa il 15% della diversità delle angiosperme. Si presume che il nucleo Lamiidi si sia irradiato da una linea ancestrale di alberi tropicali in cui i fiori erano poco appariscenti e il frutto grande, drupaceo e spesso a seme singolo.
In precedenti classificazioni, come quella del Cronquist (1980), la maggior parte delle specie del clade Lamiidi erano descritte all'interno della sottoclasse Asteridae (classe Magnoliopsida - dicotiledoni). Prima ancora (1900) nella classificazione di Wettstein erano inserite nella sottoclasse Sympetalae (classe Dicotyledoni).

### Filogenesi
Il clade Lamiidi insieme al clade Campanulidi (indicati globalmente come Asteridi) rappresentano le fasi finali dell'evoluzione della Angiosperme. Il Lamiidi è caratterizzato soprattutto da una simpetalia ritardata (ossia il tubo corollino si forma dopo i lembi liberi della corolla). Il clade inoltre non contiene acido ellagico. In genere le asteride hanno fiori con stami epipetali e in numero uguale (o inferiore) ai lobi della corolla; il gineceo è formato da due carpelli connati. I dati molecolari sono chiaramente a favore della monofilia di questo clade. La sinapomorfia più evidente del clade Lamiidi è la presenza di vasi xilematici con perforazioni semplici.
Gli ordini del clade Lamiidi in dettaglio.
- Boraginales: nell'unica famiglia di questo ordine (Boraginaceae) attualmente sono incluse anche le specie della famiglia Hydrophyllaceae R.Br., 1817 e della famiglia Codonaceae. Il carattere più importante è contenuto nel frutto formato da quattro clause monosperme; hanno inoltre le foglie, semplici, disposte in modo alterno e spesso ricoperte di peli ruvidi; mentre i fiori sono spesso scorpioidi o elicoidi. All'interno del clade Lamiidi le Boraginales occupano una posizione centrale (il "core" del Lamiidi[22]) in politomia con altri ordini (Lamiales, Solanales e Gentianales).[23][24]
- Garryales: il portamento di questo gruppo è legnoso arbustivo; sono presenti anche alberi dioici con foglie opposte picciolate, semplici fiori unisessuali tetrameri con bacche indeiscenti a due semi. La dispersione è prevalentemente anemofila. Da un punto di vista filogenetico le due famiglie di quest'ordine sono strettamente correlate ad alcune famiglie del nucelo centrale del complesso asterideo (con il gruppo centrale comprendente gli ordini Gentianales, Boraginales, Solanales e Lamiales, Garryales forma un "gruppo fratello").[24][25] Tutto il gruppo inoltre è fortemente monofiletico.[22]
- Gentianales: è un ordine monofiletico e appartiene al clade del Lamiidi per la presenza di ovuli con un solo tegumento e sono tenuinucellati oltre ad essere simpetale e con stami epipetali in numero uguale ai lobi della corolla. I caratteri principali sono le punteggiature areolate, la presenza di stipole sulla cui superficie adassiale sono presenti dei spessi peli ghiandolari. Alcune possibili sinapomorfie sono: le foglie opposte, la presenza alcaloidi indolici complessi e le corolle convolute nel boccio. All'interno del clade Lamiidi Gentianales occupa una posizione centrale (il "core" del Lamiidi[22]) in politomia con altri ordini (Boraginales, Solanales e Lamiales) e sembra inoltre strettamente correlato all'ordine Solanales.[26][27]
- Icacinales: è un piccolo ordine di alberi e arbusti per lo più tropicali composto da due sole famiglie (Oncothecaceae Kobuski ex Airy Shaw e Icacinaceae Miers in precedenza descritte all'interno dell'ordine Garryales.  Alcuni caratteri di questo gruppo sono: le foglie sono intere senza stipole, lo stilo è corto, l'embrione è lungo con copioso endosperma. Attualmente nell'ambito del calde Lamiidi, da un punto di vista filogenetico, Icacinales occupa una posizione "basale" e quindi con il resto del clade forma un "gruppo fratello".[27]
- Lamiales: questo ordine è chiaramente monofiletico. In particolare le specie delle Lamiales sono caratterizzate soprattutto per la presenza di oligosaccaridi, la produzione di flavoni 6-ossigenati, da peli a testa glandulosa, estensione del tessuto parenchimatico nelle antere, presenza di stomi circondati da cellule sussidiarie, embrioni di tipo particolare (onagroide), endosperma con austore micropilare, inclusioni proteiche nei nuclei delle cellule del mesofillo.  Dal punto di vista morfologico si caratterizzano dalle foglie a disposizione opposta, dai peli ghiandolari a testa glandulosa e da un androceo ridotto a 4 o 2 stami. All'interno del clade Lamiidi l'ordine Lamiales occupa una posizione centrale (il "core" del Lamiidi[22]) in politomia con altri ordini (Boraginales, Solanales e Gentianales).[28][29]
- Metteniusales: questo ordine solo recentemente è stato inserito nel clade Lamiidi (in precedenza le sue specie erano descritte all'interno della famiglia Icacinaceae). Alcuni caratteri di questo gruppo sono: il portamento consiste in alberi tropicali con foglie disposte in modo alternato, i fiori sono bisessuali e profumati e le antere sono sagittate.[30]
- Solanales: la monofilia di questo ordine è provvisoria. Il gruppo è caratterizzato per la presenza di alcalosteroidi e alcaloidi della tropina utilizzati in farmaceutica (mancano i composti iridoidi). Dal punto di vista morfologico, le foglie si presentano indivise mentre i fiori hanno una simmetria radiale. Anatomicamente i rappresentanti di questo ordine sono caratterizzati da fasci conduttori bicollaterali. Dalle analisi di tipo filogenetico del DNA plastidiale risulta che l'ordine è strettamente correlato a Lamiales e Gentianales (il "core" del Lamiidi[22]).[19][31]
- Vahliales: in precedenti tassonomie questo ordine era considerato incertae sedis; ora, in base agli ultimi studi filogenetici, è stato inserito nel nucleo principale del clade Lamiidi. Alcuni caratteri di questo gruppo sono: il portamento è erbaceo, le foglie sono disposte in modo opposto, i frutti sono delle capsule setticide contenenti minuti semi.[24]

Il seguente cladogramma mostra l'attuale conoscenza filogenetica del clade Lamiidi. La struttura del "core" Lamiidi rimane ancora incerta, e qui viene presentata la soluzione più probabile. Altri studi propongono diverse strutture filogenetiche.
|  | Solanales |
|  |           |
|  | Vahliales |
|  |           |

|  | Boraginales |
|  |             |
|  | Lamiales    |
|  |             |

|  | Solanales |
|  |           |
|  | Vahliales |
|  |           |

|  | Boraginales |
|  |             |
|  | Lamiales    |
|  |             |

|  | Solanales |
|  |           |
|  | Vahliales |
|  |           |

|  | Boraginales |
|  |             |
|  | Lamiales    |
|  |             |

|  | Solanales |
|  |           |
|  | Vahliales |
|  |           |

|  | Boraginales |
|  |             |
|  | Lamiales    |
|  |             |

|  | Solanales |
|  |           |
|  | Vahliales |
|  |           |

|  | Boraginales |
|  |             |
|  | Lamiales    |
|  |             |

|  | Solanales |
|  |           |
|  | Vahliales |
|  |           |

|  | Boraginales |
|  |             |
|  | Lamiales    |
|  |             |

|  | Solanales |
|  |           |
|  | Vahliales |
|  |           |

|  | Boraginales |
|  |             |
|  | Lamiales    |
|  |             |

|  | Solanales |
|  |           |
|  | Vahliales |
|  |           |

|  | Boraginales |
|  |             |
|  | Lamiales    |
|  |             |

|  | Solanales |
|  |           |
|  | Vahliales |
|  |           |

|  | Boraginales |
|  |             |
|  | Lamiales    |
|  |             |

|  | Solanales |
|  |           |
|  | Vahliales |
|  |           |

|  | Boraginales |
|  |             |
|  | Lamiales    |
|  |             |

|  | Solanales |
|  |           |
|  | Vahliales |
|  |           |

|  | Boraginales |
|  |             |
|  | Lamiales    |
|  |             |

|  | Solanales |
|  |           |
|  | Vahliales |
|  |           |

|  | Boraginales |
|  |             |
|  | Lamiales    |
|  |             |

|  | Solanales |
|  |           |
|  | Vahliales |
|  |           |

|  | Boraginales |
|  |             |
|  | Lamiales    |
|  |             |

|  | Solanales |
|  |           |
|  | Vahliales |
|  |           |

|  | Boraginales |
|  |             |
|  | Lamiales    |
|  |             |

|  | Solanales |
|  |           |
|  | Vahliales |
|  |           |

|  | Boraginales |
|  |             |
|  | Lamiales    |
|  |             |

|  | Solanales |
|  |           |
|  | Vahliales |
|  |           |

|  | Boraginales |
|  |             |
|  | Lamiales    |
|  |             |

|  | Solanales |
|  |           |
|  | Vahliales |
|  |           |

|  | Boraginales |
|  |             |
|  | Lamiales    |
|  |             |

|  | Solanales |
|  |           |
|  | Vahliales |
|  |           |

|  | Boraginales |
|  |             |
|  | Lamiales    |
|  |             |

|  | Solanales |
|  |           |
|  | Vahliales |
|  |           |

|  | Boraginales |
|  |             |
|  | Lamiales    |
|  |             |

|  | Solanales |
|  |           |
|  | Vahliales |
|  |           |

|  | Boraginales |
|  |             |
|  | Lamiales    |
|  |             |

|  | Solanales |
|  |           |
|  | Vahliales |
|  |           |

|  | Boraginales |
|  |             |
|  | Lamiales    |
|  |             |

|  | Solanales |
|  |           |
|  | Vahliales |
|  |           |

|  | Boraginales |
|  |             |
|  | Lamiales    |
|  |             |

|  | Solanales |
|  |           |
|  | Vahliales |
|  |           |

|  | Boraginales |
|  |             |
|  | Lamiales    |
|  |             |

|  | Solanales |
|  |           |
|  | Vahliales |
|  |           |

|  | Boraginales |
|  |             |
|  | Lamiales    |
|  |             |

|  | Solanales |
|  |           |
|  | Vahliales |
|  |           |

|  | Boraginales |
|  |             |
|  | Lamiales    |
|  |             |

|  | Solanales |
|  |           |
|  | Vahliales |
|  |           |

|  | Boraginales |
|  |             |
|  | Lamiales    |
|  |             |

|  | Solanales |
|  |           |
|  | Vahliales |
|  |           |

|  | Boraginales |
|  |             |
|  | Lamiales    |
|  |             |

|  | Solanales |
|  |           |
|  | Vahliales |
|  |           |

|  | Boraginales |
|  |             |
|  | Lamiales    |
|  |             |

|  | Solanales |
|  |           |
|  | Vahliales |
|  |           |

|  | Boraginales |
|  |             |
|  | Lamiales    |
|  |             |

|  | Solanales |
|  |           |
|  | Vahliales |
|  |           |

|  | Boraginales |
|  |             |
|  | Lamiales    |
|  |             |

|  | Solanales |
|  |           |
|  | Vahliales |
|  |           |

|  | Boraginales |
|  |             |
|  | Lamiales    |
|  |             |

|  | Solanales |
|  |           |
|  | Vahliales |
|  |           |

|  | Boraginales |
|  |             |
|  | Lamiales    |
|  |             |

|  | Solanales |
|  |           |
|  | Vahliales |
|  |           |

|  | Boraginales |
|  |             |
|  | Lamiales    |
|  |             |

|  | Solanales |
|  |           |
|  | Vahliales |
|  |           |

|  | Boraginales |
|  |             |
|  | Lamiales    |
|  |             |

|  | Solanales |
|  |           |
|  | Vahliales |
|  |           |

|  | Boraginales |
|  |             |
|  | Lamiales    |
|  |             |

|  | Solanales |
|  |           |
|  | Vahliales |
|  |           |

|  | Boraginales |
|  |             |
|  | Lamiales    |
|  |             |

|  | Solanales |
|  |           |
|  | Vahliales |
|  |           |

|  | Boraginales |
|  |             |
|  | Lamiales    |
|  |             |

|  | Solanales |
|  |           |
|  | Vahliales |
|  |           |

|  | Boraginales |
|  |             |
|  | Lamiales    |
|  |             |

|  | Solanales |
|  |           |
|  | Vahliales |
|  |           |

|  | Boraginales |
|  |             |
|  | Lamiales    |
|  |             |

|  | Solanales |
|  |           |
|  | Vahliales |
|  |           |

|  | Boraginales |
|  |             |
|  | Lamiales    |
|  |             |

|  | Solanales |
|  |           |
|  | Vahliales |
|  |           |

|  | Boraginales |
|  |             |
|  | Lamiales    |
|  |             |

|  | Solanales |
|  |           |
|  | Vahliales |
|  |           |

|  | Boraginales |
|  |             |
|  | Lamiales    |
|  |             |

|  | Solanales |
|  |           |
|  | Vahliales |
|  |           |

|  | Boraginales |
|  |             |
|  | Lamiales    |
|  |             |

|  | Solanales |
|  |           |
|  | Vahliales |
|  |           |

|  | Boraginales |
|  |             |
|  | Lamiales    |
|  |             |

|  | Solanales |
|  |           |
|  | Vahliales |
|  |           |

|  | Boraginales |
|  |             |
|  | Lamiales    |
|  |             |

|  | Solanales |
|  |           |
|  | Vahliales |
|  |           |

|  | Boraginales |
|  |             |
|  | Lamiales    |
|  |             |

|  | Solanales |
|  |           |
|  | Vahliales |
|  |           |

|  | Boraginales |
|  |             |
|  | Lamiales    |
|  |             |

|  | Solanales |
|  |           |
|  | Vahliales |
|  |           |

|  | Boraginales |
|  |             |
|  | Lamiales    |
|  |             |

|  | Solanales |
|  |           |
|  | Vahliales |
|  |           |

|  | Boraginales |
|  |             |
|  | Lamiales    |
|  |             |

|  | Solanales |
|  |           |
|  | Vahliales |
|  |           |

|  | Boraginales |
|  |             |
|  | Lamiales    |
|  |             |

|  | Solanales |
|  |           |
|  | Vahliales |
|  |           |

|  | Boraginales |
|  |             |
|  | Lamiales    |
|  |             |

|  | Solanales |
|  |           |
|  | Vahliales |
|  |           |

|  | Boraginales |
|  |             |
|  | Lamiales    |
|  |             |

|  | Solanales |
|  |           |
|  | Vahliales |
|  |           |

|  | Boraginales |
|  |             |
|  | Lamiales    |
|  |             |

|  | Solanales |
|  |           |
|  | Vahliales |
|  |           |

|  | Boraginales |
|  |             |
|  | Lamiales    |
|  |             |

|  | Solanales |
|  |           |
|  | Vahliales |
|  |           |

|  | Boraginales |
|  |             |
|  | Lamiales    |
|  |             |

|  | Solanales |
|  |           |
|  | Vahliales |
|  |           |

|  | Boraginales |
|  |             |
|  | Lamiales    |
|  |             |

|  | Solanales |
|  |           |
|  | Vahliales |
|  |           |

|  | Boraginales |
|  |             |
|  | Lamiales    |
|  |             |

|  | Solanales |
|  |           |
|  | Vahliales |
|  |           |

|  | Boraginales |
|  |             |
|  | Lamiales    |
|  |             |

|  | Solanales |
|  |           |
|  | Vahliales |
|  |           |

|  | Boraginales |
|  |             |
|  | Lamiales    |
|  |             |

|  | Solanales |
|  |           |
|  | Vahliales |
|  |           |

|  | Boraginales |
|  |             |
|  | Lamiales    |
|  |             |

|  | Solanales |
|  |           |
|  | Vahliales |
|  |           |

|  | Boraginales |
|  |             |
|  | Lamiales    |
|  |             |

|  | Solanales |
|  |           |
|  | Vahliales |
|  |           |

|  | Boraginales |
|  |             |
|  | Lamiales    |
|  |             |

|  | Solanales |
|  |           |
|  | Vahliales |
|  |           |

|  | Boraginales |
|  |             |
|  | Lamiales    |
|  |             |

|  | Solanales |
|  |           |
|  | Vahliales |
|  |           |

|  | Boraginales |
|  |             |
|  | Lamiales    |
|  |             |

### Composizione del clade
Il clade Lamiidi si compone di 8 ordini, 41 famiglie, 2 470 generi e 45 578 specie (le quantità sono indicative):
| Ordine                                        | Famiglie                                         | Generi | Specie | Distribuzione prevalente                                                              | Foto                    |
| --------------------------------------------- | ------------------------------------------------ | ------ | ------ | ------------------------------------------------------------------------------------- | ----------------------- |
| Boraginales Juss. ex Bercht. & J. Presl, 1820 | Una famiglia Boraginaceae Juss., 1789            | 134    | 2 650  | Aree temperate e subtropicali                                                         | Borago officinalis      |
| Garryales Mart., 1835                         | 2                                                | 2      | 14     | Nord America occidentale                                                              | Garrya elliptica        |
| Gentianales Juss. ex Bercht. & J. Presl, 1820 | 5                                                | 1 009  | 14 641 | Cosmopolita delle zone temperate (soprattutto Mediterraneo), subtropicali e tropicali | Gentiana utriculosa     |
| Icacinales Tiegh., 1900                       | 2                                                | 53     | 301    | Pantropicali e Nuova Caledonia                                                        | Miquelia dentata        |
| Lamiales Bromhead, 1838                       | 24                                               | 1 064  | 23 160 | Cosmopolita (temperato-calda)                                                         | Lamium album            |
| Metteniusales Takht., 1997                    | Una famiglia Metteniusaceae H.Karst. ex Schnizl. | 1      | 7      | America centrale e meridionale                                                        | Metteniusa tessmanniana |
| Solanales Juss. ex Bercht. & J. Presl, 1820   | 5                                                | 206    | 4 800  | Cosmopolita con prevalenza delle regioni Neotropicali                                 | Datura stramonium       |
| Vahliales Doweld, 2001                        | Una famiglia: Vahliaceae Dandy, 1959             | 1      | 5      | Dall'Africa all'India                                                                 | Vahlia capensis         |

### Famiglie
Elenco delle famiglie per ordine.  La dicitura "nom. cons." indica un nome che deve essere conservato, ossia nella denominazione scientifica non può essere modificato.
Boraginales
- Boraginaceae Juss., 1789 (inclusa Codonaceae Weigend & Hilger)

Garryales
- Eucommiaceae Engl., 1907
- Garryaceae Lindl., 1834

Gentianales
- Apocynaceae Juss., 1789
- Gelsemiaceae L.Struwe & V.A.Albert, 1995 (inclusa Pteleocarpaceae Brummitt)
- Gentianaceae Juss., 1789
- Loganiaceae R.Br. ex Mart., 1827
- Rubiaceae Juss., 1789

Icacinales
- Icacinaceae Miers, 1851
- Oncothecaceae Kobuski ex Airy Shaw, 1965

Lamiales
- Acanthaceae Juss., 1789
- Bignoniaceae Juss., 1789
- Byblidaceae Domin, 1922
- Calceolariaceae Olmstead,  2001
- Carlemanniaceae Airy Shaw, 1965
- Gesneriaceae Rich. & Juss., 1816
- Lamiaceae Martinov, 1820 (= Labiatae Juss., nom. cons.)
- Lentibulariaceae Rich., 1808
- Linderniaceae Borsch et al . 2005
- Martyniaceae Horan., 1847
- Mazaceae Reveal, 2011
- Oleaceae Hoffmanns. & Link, 1809
- Orobanchaceae Vent., 1799 (incluse Lindenbergiaceae Doweld e Rehmanniaceae Reveal)
- Paulowniaceae Nakai, 1949
- Pedaliaceae R.Br., 1810
- Phrymaceae Schauer, 1847
- Plantaginaceae Juss., 1789
- Plocospermataceae Hutch., 1973
- Scrophulariaceae Juss., 1789
- Schlegeliaceae Reveal, 1996
- Stilbaceae Kunth, 1831
- Tetrachondraceae Wettst. 1924
- Thomandersiaceae Sreem., 1977
- Verbenaceae J.St.Hil., 1805

Metteniusales
- Metteniusaceae H.Karst. ex Schnizl., 1860

Solanales
- Convolvulaceae Juss., 1789
- Hydroleaceae R.Br., 1818
- Montiniaceae Nakai, 1943
- Solanaceae Juss., 1789
- Sphenocleaceae T.Baskerv., 1839

Vahliales
- Vahliaceae Dandy, 1959

### Flora spontanea italiana
Nella flora spontanea italiana del clade Lamiidi sono presenti i seguenti ordini e famiglie (generi con quantità indicativa):
| Ordine      | Famiglie (generi) |
| ----------- | --- |
| Boraginales | Boraginaceae (31) |
| Gentianales | Apocynaceae (9), Gentianaceae (9) e Rubiaceae (8) |
| Lamiales    | Acanthaceae (2), Bignoniaceae (2), Lamiaceae (35), Lentibulariaceae (2), Linderniaceae (1), Oleaceae (8), Orobanchaceae (12), Pedaliaceae (1), Plantaginaceae (20), Scrophulariaceae (4) e Verbenaceae (1) |
| Solanales   | Convolvulaceae (6) e Solanaceae (16) |